# سيرجيو روبلس
سيرجيو روبلس (بالإسبانية: Sergio Robles)‏ هو لاعب كرة قاعدة مكسيكي، ولد في 16 أبريل 1946 في Magdalena de Kino ‏ في المكسيك.

## وصلات خارجية
- سيرجيو روبلس على موقعبيزبول رفرنس.كوم (الدوري الرئيسي) (الإنجليزية)
- سيرجيو روبلس على موقعبيزبول رفرنس.كوم (الدوري الثانوي) (الإنجليزية)